# Goldener Boden

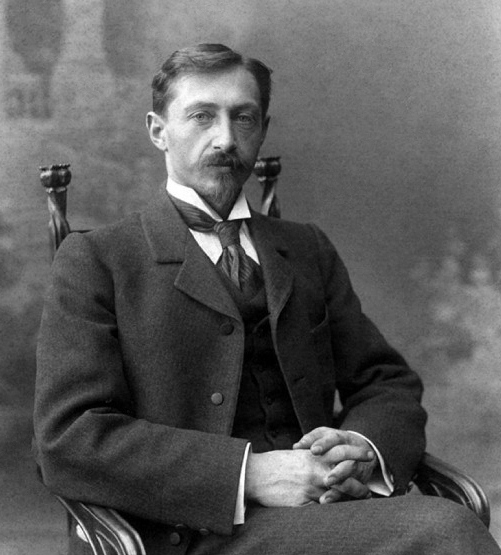
Iwan Bunin im Jahr 1901 auf einem Foto von Maxim Dmitrijew

Goldener Boden (russisch Золотое дно, Solotoje dno)  ist eine Kurzgeschichte des russischen Nobelpreisträgers für Literatur Iwan Bunin, die gegen Ende 1903 entstand und 1904 in Gorkis erstem Snanije-Sammelband in Sankt Petersburg zusammen mit Träume (russisch Сны, Sny) unter dem gemeinsamen Titel Schwarzerde (russisch Чернозём, Tschernosjom) erschien.

## Inhalt
Die Lerchen tirilieren auf der Kutschfahrt nach Rodniki. Der reisende Erzähler fragt den einheimischen Kutscher Kornej nach Neuigkeiten.
Es gibt nichts Neues und Kornej lebt schlechter als früher. Zwar sei der Boden eine wahre Goldgrube – die Schwarzerde sei ein Arschin (ein knappes dreiviertel Meter) tief – doch er wurde spottbillig verkauft und ist erneut in die Hände der falschen Besitzer geraten. Städtische Kaufleute und Händler werden keinesfalls aufs Land ziehen. Pro Landkreis sind nur noch drei bis vier große Gutsherren geblieben.
Der Erzähler lässt unterwegs auf dem Gut seiner Schwester halten. Der Vorgarten ist verwildert und das Gutshaus macht einen noch baufälligeren Eindruck als bei der letzten Visite. Auf der Weiterreise fährt der Erzähler in seiner kleinen Reisebeschreibung, diesem „Epos der Verödung“, fort: In dem großen herrschaftlichen Haus Baturino „sind Kletten und Taubnesseln bis an die Schwellen herangerückt“. In Worgol, einem Vorwerk der verstorbenen Tante des Erzählers, erreicht die Verödung einen weiteren ihrer Höhepunkte. Dort hat ein Großteil der Bewohner das Ufer der Worgol in Richtung sibirisches Neuland verlassen. Der Erzähler fragt besorgt: „… was wird später sein?“ Darauf der Kutscher Kornej: „Irgend etwas wird schon sein.“

## Rezeption
- 1965. Die sowjetische Literaturkritikerin V. Titowa zitiert ein Lob Tschechows, der die Schwarzerde-Geschichte „brillant“ genannt habe.[7]
- 1982. Kasper schreibt, „im Text klingt die Idee von gemeinsamen Schicksal des Adels und der Bauernschaft … an.“ Mit dem Adel meint Kaspar „den zum sozialen Abstieg verurteilten kleinen Landadel“.[8]

## Deutschsprachige Ausgaben
Verwendete Ausgabe
- Goldener Boden. Deutsch von Larissa Robiné. S. 210–218 in: Iwan Bunin: Antonäpfel. Erzählungen 1892–1911. Herausgabe und Nachwort: Karlheinz Kasper. 536 Seiten. Aufbau-Verlag, Berlin 1982